# Tokugawa Yorinobu
Tokugawa Yorinobu est un nom japonais traditionnel ; le nom de famille (ou le nom d'école), Tokugawa, précède donc le prénom (ou le nom d'artiste).
Tokugawa Yorinobu (徳川 頼宣, 28 avril 1602 - 19 février 1671) est un daimyo du début de l'époque d'Edo de l'histoire du Japon.

## Biographie
Né sous le nom de « Nagafukumaru », il est le 10e fils de Tokugawa Ieyasu, par sa concubine Oman-no-kata. Le 8 décembre 1603, Yorinobu reçoit le domaine de Mito alors évalué à 200 000 koku pour fief. Mito a précédemment appartenu à son frère ainé, Takeda Nobuyoshi. À la suite de l'augmentation de ses appointements  à 250 000 koku en octobre 1604, il effectue sa cérémonie de la majorité le 12 septembre 1606, prend le nom de « Yorimasa » et reçoit le rang de cour junior 4e inférieur (ju-shi-i-ge) ainsi que le titre de Hitachi no Suke. Le 6 janvier 1610, il est transféré dans un fief de 500 000 koku dans les provinces de Suruga et Tōtōmi (fondant ainsi le domaine de Sunpu centré autour du château de Sunpu), et prend le nom de « Yorinobu ».
Cependant, après un peu moins d'une décennie à Suruga, il est transféré au domaine de Wakayama d'une valeur de 550 000 koku le 27 août 1619 à la suite du transfert des précédents occupants, le clan Asano, à Hiroshima, dans la province d'Aki. Yorinobu devient ainsi le fondateur de la branche Kii de la famille Tokugawa. L'épouse de Yorinobu est la fille de Katō Kiyomasa. À la fin de sa vie, Yorinobu est titulaire du 2e rang de cour junior (ju-ni-i) ainsi que du titre de dainagon (« conseiller principal »).
Yorinobu a quatre enfants : son successeur Tokugawa Mitsusada, Yorizumi, fondateur du domaine d'Iyo-Saijo, Inaba-hime, qui épouse Ikeda Mitsunaka du domaine de Tottori et Matsuhime qui épouse Matsudaira Nobuhira du domaine de Yoshii.
Il est le père de Mitsusada et Matsudaira Yorizumi. Après sa mort, il est désigné par le titre Nanryū-in.
En 1915, Yorinobu est promu 2e rang de cour senior (shō-ni-i) à titre posthume.

## Source de la traduction
- (en) Cet article est partiellement ou en totalité issu de l’article de Wikipédia en anglais intitulé « Tokugawa Yorinobu » (voir la liste des auteurs).